# Mesometopa extensa
Mesometopa extensa är en kräftdjursart som beskrevs av Guijanova 1948. Mesometopa extensa ingår i släktet Mesometopa och familjen Stenothoidae. Inga underarter finns listade i Catalogue of Life.